# Municipio de Bearhouse (condado de Drew)
El municipio de Bearhouse (en inglés: Bearhouse Township) es un municipio ubicado en el condado de Drew en el estado estadounidense de Arkansas. En el año 2010 tenía una población de 38 habitantes y una densidad poblacional de 0,25 personas por km².

## Geografía
El municipio de Bearhouse se encuentra ubicado en las coordenadas 33°27′16″N 91°41′48″O / 33.45444, -91.69667. Según la Oficina del Censo de los Estados Unidos, el municipio tiene una superficie total de 153.22 km², de la cual 153,21 km² corresponden a tierra firme y (0,01 %) 0,01 km² es agua.

## Demografía
Según el censo de 2010, había 38 personas residiendo en el municipio de Bearhouse. La densidad de población era de 0,25 hab./km². De los 38 habitantes, el municipio de Bearhouse estaba compuesto por el 100 % blancos. Del total de la población el 5,26 % eran hispanos o latinos de cualquier raza.